# Olympische Sommerspiele 2008/Schwimmen – 200 m Rücken (Frauen)
Der Wettbewerb über 200 Meter Rücken der Frauen bei den Olympischen Spielen 2008 in Peking wurde vom 14. bis 16. August 2008 im Nationalen Schwimmzentrum Peking ausgetragen. 34 Athleten nahmen daran teil. 
Es fanden fünf Vorläufe statt. Die 16 schnellsten Schwimmerinnen aller Vorläufe qualifizierten sich für die zwei Halbfinals, die am nächsten Tag ausgetragen wurden. Für das Finale qualifizierten sich die acht zeitschnellsten Schwimmerinnen beider Halbfinals.

## Rekorde
Vor Beginn der Olympischen Spiele waren folgende Rekorde gültig.
| Weltrekord         | Margaret Hoelzer ( Vereinigte Staaten) | 2:06,09 min | Omaha, Vereinigte Staaten | 5. Juli 2008  |
| Olympischer Rekord | Krisztina Egerszegi ( Ungarn)          | 2:07,06 min | Barcelona, Spanien        | 31. Juli 1992 |

Während der Olympischen Spiele wurde folgender Rekord gebrochen:
| Weltrekord         | Kirsty Coventry | 2:05,24 min | Peking, Volksrepublik China | 16. August 2008 |
| Olympischer Rekord | Kirsty Coventry | 2:05,24 min | Peking, Volksrepublik China | 16. August 2008 |

## Titelträger
| Olympiasiegerin | Kirsty Coventry ( Simbabwe)            | 2:09,19 min | Athen 2004     |
| Weltmeisterin   | Margaret Hoelzer ( Vereinigte Staaten) | 2:07,16 min | Melbourne 2007 |
| Europameisterin | Laure Manaudou ( Frankreich)           | 2:07,99 min | Eindhoven 2008 |

## Vorlauf

### Vorlauf 1
| Platz | Name           | Nation    | Zeit        | Anmerkung |
| ----- | -------------- | --------- | ----------- | --------- |
| 1     | Gang Yeong-seo | Südkorea  | 2:14,52 min |           |
| 2     | Gisela Morales | Guatemala | 2:14,54 min |           |
| 3     | Erin Volcán    | Venezuela | 2:15,58 min |           |

### Vorlauf 2
| Platz | Name              | Nation       | Zeit        | Anmerkung |
| ----- | ----------------- | ------------ | ----------- | --------- |
| 1     | Melanie Nocher    | Irland       | 2:12,29 min |           |
| 2     | Zuzanna Mazurek   | Polen        | 2:12,46 min |           |
| 3     | Lidia Morant      | Spanien      | 2:13,87 min |           |
| 4     | Fernanda González | Mexiko       | 2:14,64 min |           |
| 5     | Stella Boumi      | Griechenland | 2:14,73 min |           |
| 6     | Sanja Jovanović   | Kroatien     | 2:15,57 min |           |
| 7     | Christin Zenner   | Deutschland  | 2:20,28 min |           |
| 8     | Julia Wilkinson   | Kanada       | DNS         |           |

### Vorlauf 3
| Platz | Name               | Nation         | Zeit        | Anmerkung |
| ----- | ------------------ | -------------- | ----------- | --------- |
| 1     | Zhao Jing          | China          | 2:08,97 min |           |
| 2     | Anastassija Sujewa | Russland       | 2:09,01 min |           |
| 3     | Laure Manaudou     | Frankreich     | 2:09,39 min |           |
| 4     | Belinda Hocking    | Australien     | 2:09,54 min |           |
| 5     | Anja Čarman        | Slowenien      | 2:10,49 min |           |
| 6     | Gemma Spofforth    | Großbritannien | 2:10,58 min |           |
| 7     | Evelyn Verrasztó   | Ungarn         | 2:11,02 min |           |
| 8     | Lindsay Seemann    | Kanada         | 2:15,07 min |           |

### Vorlauf 4
| Platz | Name                | Nation     | Zeit        | Anmerkung |
| ----- | ------------------- | ---------- | ----------- | --------- |
| 1     | Kirsty Coventry     | Simbabwe   | 2:06,76 min | OR        |
| 2     | Meagen Nay          | Australien | 2:08,79 min |           |
| 3     | Melissa Ingram      | Neuseeland | 2:09,34 min |           |
| 4     | Alexianne Castel    | Frankreich | 2:09,37 min |           |
| 5     | Hanae Ito           | Japan      | 2:10,05 min |           |
| 6     | Chen Yanyan         | China      | 2:11,95 min |           |
| 7     | Melissa Corfe       | Südafrika  | 2:12,64 min |           |
| 8     | Iryna Amschennikowa | Ukraine    | 2:15,78 min |           |

### Vorlauf 5
| Platz | Name                | Nation             | Zeit        | Anmerkung |
| ----- | ------------------- | ------------------ | ----------- | --------- |
| 1     | Elizabeth Simmonds  | Großbritannien     | 2:08,66 min |           |
| 2     | Elizabeth Beisel    | Vereinigte Staaten | 2:09,02 min |           |
| 3     | Margaret Hoelzer    | Vereinigte Staaten | 2:09,12 min |           |
| 4     | Reiko Nakamura      | Japan              | 2:09,77 min |           |
| 5     | Stanislawa Komarowa | Russland           | 2:09,93 min |           |
| 6     | Nikolett Szepesi    | Ungarn             | 2:11,47 min |           |
| 7     | Kateryna Subkowa    | Ukraine            | 2:12,64 min |           |
| 8     | Escarlata Bernard   | Spanien            | 2:12,86 min |           |

## Halbfinale

### Lauf 1
| Platz | Name               | Nation             | Zeit        | Anmerkung |
| ----- | ------------------ | ------------------ | ----------- | --------- |
| 1     | Elizabeth Beisel   | Vereinigte Staaten | 2:07,90 min |           |
| 2     | Reiko Nakamura     | Japan              | 2:08,21 min |           |
| 3     | Elizabeth Simmonds | Großbritannien     | 2:08,96 min |           |
| 4     | Gemma Spofforth    | Großbritannien     | 2:09,19 min |           |
| 5     | Zhao Jing          | China              | 2:09,59 min |           |
| 6     | Melissa Ingram     | Neuseeland         | 2:09,70 min |           |
| 7     | Hanae Ito          | Japan              | 2:09,86 min |           |
| 8     | Laure Manaudou     | Frankreich         | 2:12,04 min |           |

### Lauf 2
| Platz | Name                | Nation             | Zeit        | Anmerkung |
| ----- | ------------------- | ------------------ | ----------- | --------- |
| 1     | Kirsty Coventry     | Simbabwe           | 2:07,76 min |           |
| 2     | Meagen Nay          | Australien         | 2:08,09 min |           |
| 3     | Margaret Hoelzer    | Vereinigte Staaten | 2:08,25 min |           |
| 4     | Belinda Hocking     | Australien         | 2:08,80 min |           |
| 5     | Anastassija Sujewa  | Russland           | 2:09,07 min |           |
| 6     | Alexianne Castel    | Frankreich         | 2:10,04 min |           |
| 7     | Stanislawa Komarowa | Russland           | 2:10,50 min |           |
| 8     | Anja Čarman         | Slowenien          | 2:12,46 min |           |

## Finale
| Platz | Name               | Nation             | Zeit        | Anmerkung |
| ----- | ------------------ | ------------------ | ----------- | --------- |
| 1     | Kirsty Coventry    | Simbabwe           | 2:05,24 min | WR OR     |
| 2     | Margaret Hoelzer   | Vereinigte Staaten | 2:06,23 min |           |
| 3     | Reiko Nakamura     | Japan              | 2:07,13 min |           |
| 4     | Anastassija Sujewa | Russland           | 2:07,88 min |           |
| 5     | Elizabeth Beisel   | Vereinigte Staaten | 2:08,23 min |           |
| 6     | Elizabeth Simmonds | Großbritannien     | 2:08,51 min |           |
| 7     | Meagen Nay         | Australien         | 2:08,84 min |           |
| 8     | Belinda Hocking    | Australien         | 2:10,12 min |           |